# 15-й всероссийский чемпионат по тяжёлой атлетике
15-й всероссийский чемпионат по тяжёлой атлетике прошёл 12 — 17 марта 1911 года в Санкт-Петербурге на арене Г. Рибопьера. В соревнованиях приняли участие шесть спортсменов из трёх городов. Атлеты соревновались без разделения на весовые категории. Участники выступали в трёх тяжелоатлетических дисциплинах (жим, рывок и толчок), каждое из которых выполнялось левой, правой и обоими руками. Победитель определялся по сумме мест во всех упражнениях, без подсчёта итоговой суммы.
| Место | Участник                        | Жим (кг) | Жим (кг) | Жим (кг) | Рывок (кг) | Рывок (кг) | Рывок (кг) | Толчок (кг) | Толчок (кг) | Толчок (кг) |
| ----- | ------------------------------- | -------- | -------- | -------- | ---------- | ---------- | ---------- | ----------- | ----------- | ----------- |
| Место | Участник                        | левой    | правой   | двумя    | левой      | правой     | двумя      | левой       | правой      | двумя       |
| 1     | Александр Кнутарев Петербург    | 85,9     | 94,2     | 110,5    | 68,0       | 72,0       | 102,3      | 85,5        | 90,0        | 131,0       |
| 2     | Евгений Мейер Рига              | 73,7     | 90,0     | 98,2     | 57,3       | 67,0       | 94,2       | 90,0        | 94,2        | 115,6       |
| 3     | Аркадий Александрович Петербург | 66,5     | 53,3     | 90,0     | 57,3       | 61,4       | 88,5       | 66,5        | 69,0        | 115,6       |